# 月球觀測

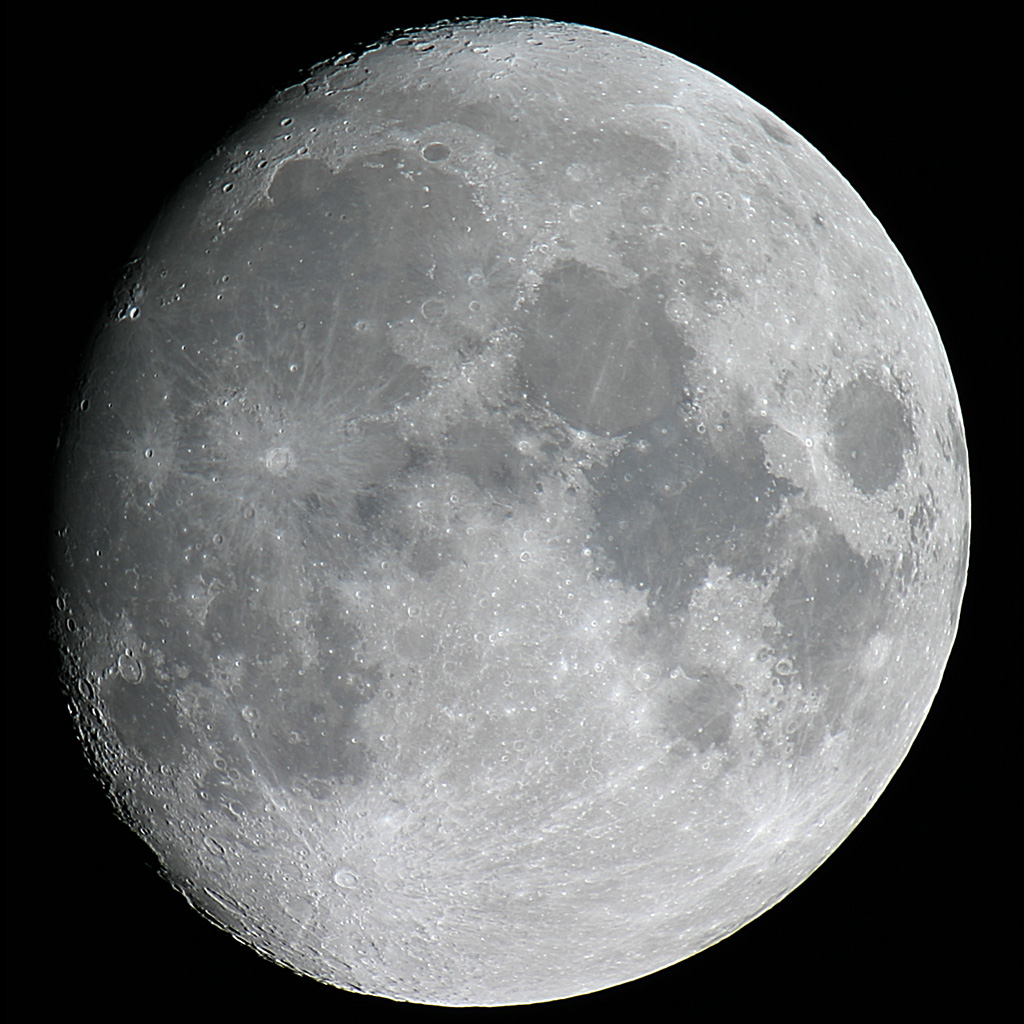
從地球觀測的盈凸月月球。

觀察月球可以使用各種不同的儀器，包括裸眼到最大的望遠鏡，因為月球是地球最大的天然衛星，也是最靠近地球的天體。對大多數的人，月球是唯一僅憑裸眼就能看到表面的天體（當太陽有大黑子出現時，有些視力良好的人僅藉助太陽濾鏡就能看見這些巨大的黑子）。.

## 最適宜觀測的時間

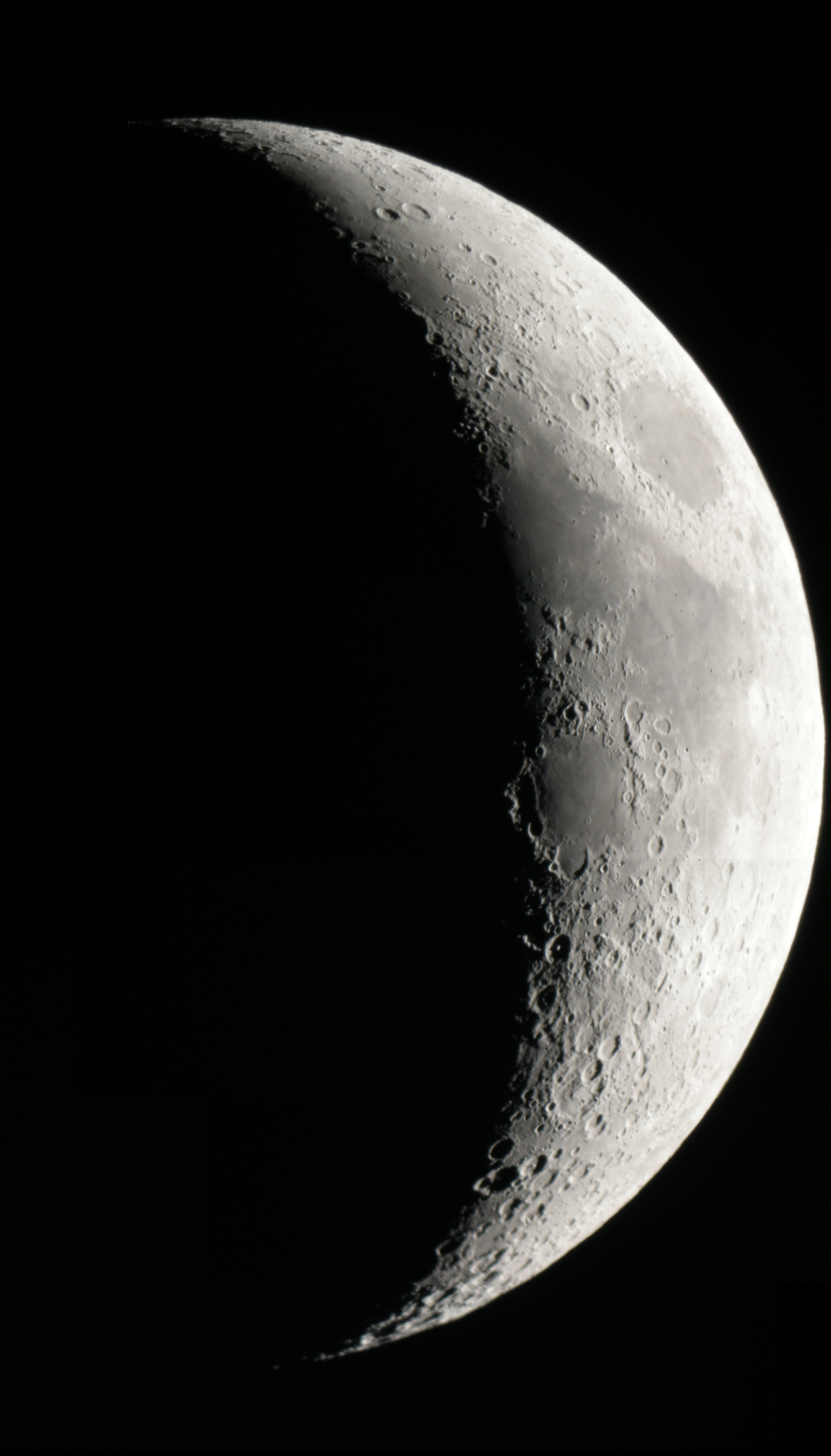
影子提供一種深度的感覺。

與一般大眾的觀念相反，當月相是滿月時是不適合觀測的。當滿月的時候，陽光垂直的照耀在可見月球的表面，因此有許多在其他的月相下可以看見的細節，在滿月的時候都看不清楚（例如，當陽光以斜射的角度照射時的弦月和眉月的月相）。此外，滿月時明亮的月光與只有少量或部份被陽光的照射的月相比較，滿月的亮光掩蓋了大部分的細節，而若堅持觀看數分鐘，還會在眼睛內留下殘影。上弦月（在新月之後6至9天呈現的半圓形月相）前後的月相被認為是後院的觀星者最佳的觀測時機。這是千真萬確的，雖然只能看到月球表面的一小部分，但是細節卻能看得很清楚，是會令人印象深刻的。影子和細節在日夜境界線的附近最為明顯，這條線的分野，在一側是月球明亮的白天，而另一側是黑暗的夜晚。

## 建議的觀測工具

### 裸眼

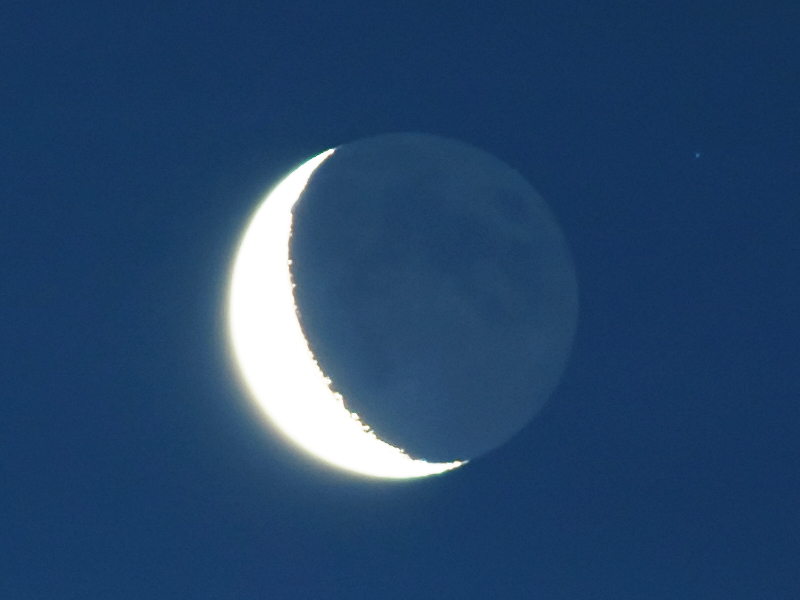
被月球反射的地照，在左邊是被太陽照亮的區域，其餘較為昏暗的月球表面才是被地球反射的光線照亮的。

通常，用裸眼就能看見月球，但是使用光學儀器能使人看得更為愉快。裸眼能看見的月球表面地形主要是月海，是大片玄武岩的平原，也是在滿月時構成大家所熟悉的"月球上的人"和各種圖像的地形。月海佔了大約35%的月球表面，低反射率、灰黑色的海，在和反射率較高、灰白色的高地對比之下，很容易就被看到。在觀看的情況良好時，有者敏銳視力的觀測者可以看見以下的一些地型特徵：
1. 明亮的哥白尼环形山区
2. 酒海
3. 湿海
4. 明亮的开普勒陨石坑区
5. 卡西尼环形山区
6. 普林尼陨石坑区
7. 汽海
8. 卢宾聂基陨石坑区
9. 中央灣
10. 邻近萨克罗博斯科环形山的暗影区
11. 惠更斯山麓的暗斑
12. 烏拉爾山脈

另一個裸眼可以看見的有趣現象是地球反照。在新月前後（即眉月和殘月）的短暫時間是最佳的觀賞時期，地球反照是月球上未被陽光照亮的地區（夜晚），被來自地球反射的陽光照射所發出來的暗淡微光，使月球的外觀看起來呈現出像滿月一樣的形狀。當月相達到上弦時，被太陽照射部分的亮度就會過於明亮而掩蓋掉球反照的微光，使裸眼無法看見，但是望遠鏡的觀測依然可以看見。

### 雙筒望遠鏡
剛開始觀測月球的觀測者都熱於使用雙筒望遠鏡來看月球，許多有經驗的業餘天文學家也因為它比一般的望遠鏡有更大的視野而熱於使用。他高度的可攜帶性，讓它們成為可以比裸眼觀側能看見更多表面細節與資訊的最簡單設備。
雙筒望遠鏡的最大缺點是不夠穩固，因此需要利用自製或另外購買穩固的三腳架來支撐。最近推出的影像穩定雙筒望遠鏡已經在某種程度上改善了這個問題，但製作成本又是另一個問題。

### 望遠鏡

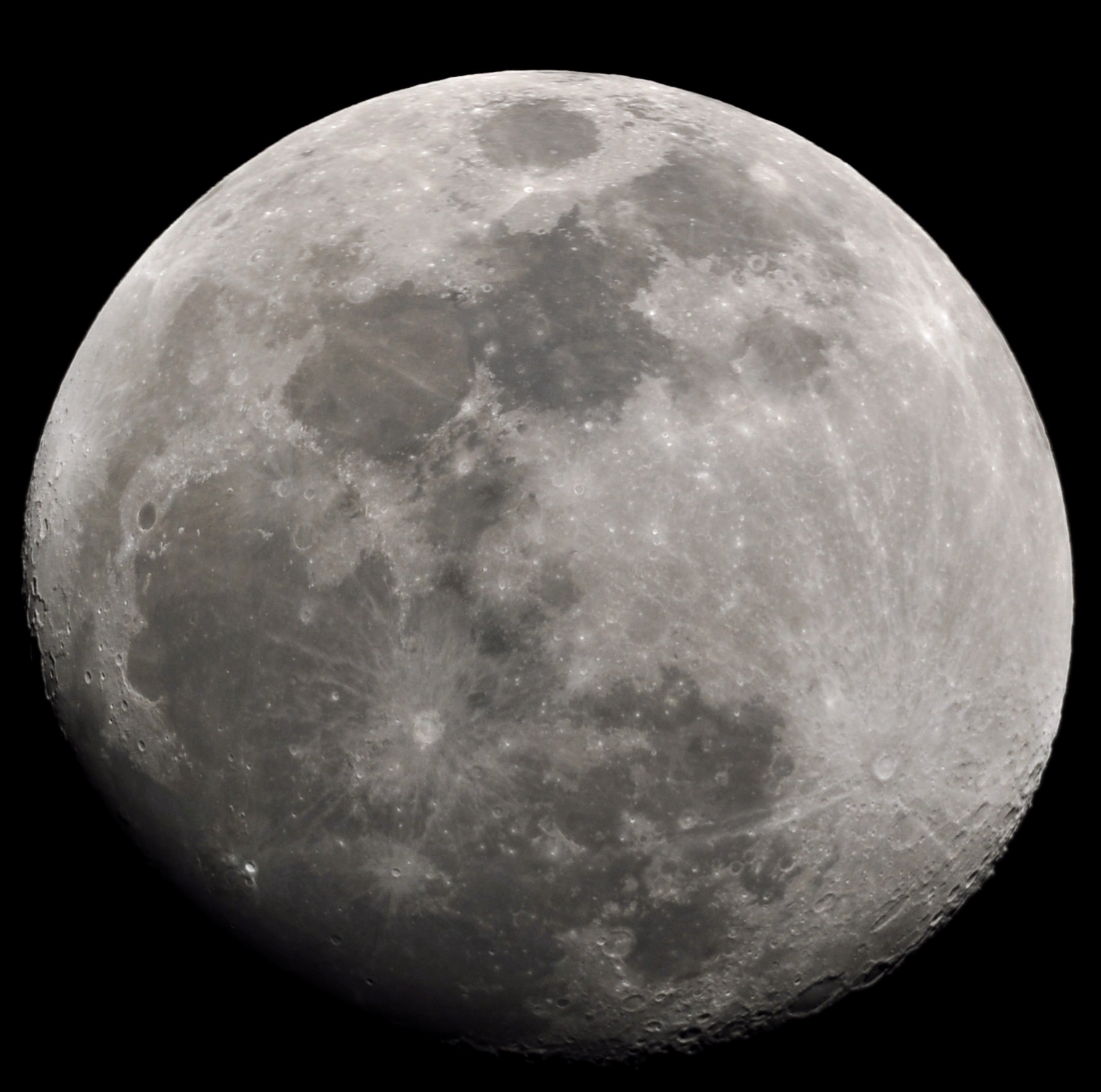
利用施密特-牛頓望遠鏡從地球觀測到的盈凸月月球。

在一些情況下，可能需要使用望遠鏡，而且在多數情況下，使用望遠鏡觀察月球是更好的選擇。即使只是一架小望遠鏡，只要製作精良，其所能觀察到的都將遠遠超過裸眼或雙筒望遠鏡。當望遠鏡的口徑增加，鏡片(在反射望遠鏡的情況下)或透鏡(在折射望遠鏡的情況下)，就能看到越來越小的地形特徵。使用大口徑的望遠鏡，在大氣情況良好的條件下，可以看見小至0.6英里(大約1公里)直徑的表面特徵。
許多天文學家使用不同種類的濾鏡做為篩選器，使表面一些地形的對比能夠增強。最簡單的中性濾鏡通常就能減少60-95%入射的光量，這在觀察滿月或凸月時，就能使表面的細節不至於被強光掩蓋掉。

## 月掩星

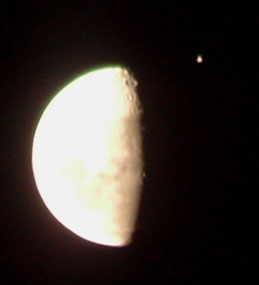
在2005年6月7日被遮蔽前數分鐘的木星 (在右上方的明亮天體)。

掩星是一個天體在視覺上被另一個天體完全遮蔽的天文事件，較近的天體(通常有較大的角直徑)，而由於較近天體的移動，使它直接介於觀測者和遠方的天體之間。由於月球巨大的視直徑(大約0.5度)，月掩星的事件經常會發生，如果是一顆亮星被掩蔽，使用裸眼就能夠很容易的觀察。在月球繞行地球的軌道上，它幾乎固定的會遮蔽一些暗淡的天體，但是因為即使是眉月的光度也比這些恆星明亮許多，因此僅用業餘的望遠鏡仍是很難觀測的。然而，月球經常會掩蔽亮星，甚至包括行星，因為它們都鄰近黃道。有4顆視星等是1等的恆星，軒轅十四、角宿一、心宿二和畢宿五都十分接近黃道，它們都可能被月球遮蔽。另外，還有兩個裸眼可見的星團，昴宿星團和蜂槽星團也經常被掩蔽。依據觀測者在地球上的位置，他們每年都可以觀測到許多次使用裸眼，和更多次使用雙筒望遠鏡就能觀測到的掩星事件。
對月掩星事件的經確計時(需要準確至十分之一秒以內)，在科學上可以用來研究的領域很多，像是月球的地形、天體位置測量和聯星。業餘天文學家使用現有的儀器設備就可以定期和有規律的觀測。

## 瞬變月面現象
月球瞬变现象(TLP)或是"月面瞬變現象"(LTP)，是短暫的光度、顏色或月球表面在外觀上的變化。
這些現象的觀測報告至少可以回溯至1000年前，有些是獨立的觀測者，也有些是聲譽卓著的天文學家所提出的。不過瞬變月面現象的報告大多數都是不能再現和沒有足夠控制條件的實驗，不能區分是可以替代的方法還是假設。有幾個關於這種現象的報導曾經登載在《同行评审》(peer reviewed)這本科學期刊上，可是不論對或錯，月球科學界過去很少去討論這些觀測。
大多数月球科学家都承认瞬态事件，如在月球地质年代发生的释气和撞击坑，但问题的焦点是：此类事件发生的频率。
目前，在世界各地有許多的天文社團組織了自己的瞬變月面事件觀測計畫和警報平台。

### 瞬變月面現象的組織與報告的特點
| 阿格里巴环形山(Agrippa) 阿方索环形山(Alphonsus) 阿基米德陨石坑(Archimedes) 阿里斯塔克斯陨石坑(Aristarchus]] 亚里士多德环形山(Aristoteles) 阿特拉斯陨石坑(Atlas) 布利奧环形山(Bullialdus) 卡利普斯陨石坑(Calippus) 卡西尼环形山(Cassini) 肯索里努斯陨石坑(Censorinus) 克拉維斯环形山(Clavius) 克莱奥迈季斯环形山(Cleomedes) 哥白尼环形山(Copernicus) 厄拉多塞陨石坑(Eratosthenes) 弗拉卡斯托留斯(Fracastorius) 伽桑狄环形山(Gassendi) 格里马尔迪环形山(Grimaldi) 希罗多德陨石坑(Herodotus) 虹灣(Sinus Iridum) 开普勒陨石坑(Kepler) | 朗伯陨石坑(Lambert) 林奈陨石坑(Linné) 曼尼里乌斯陨石坑(Manilius) 危海(Mare Crisium) 门纳劳斯陨石坑(Menelaus) 皮通山(Mons Piton) 皮科山(Mons Pico) 皮卡德陨石坑(Picard) 柏拉圖坑(Plato) 波希多尼环形山(Posidonius) 普罗克洛斯陨石坑(Proclus) 拉普拉斯岬(Promontorium Laplace) 里乔利环形山(Riccioli) 施卡德环形山(Schickard) 塔伦修斯环形山 施勒特尔月谷(Vallis Schröteri) 萨库托环形山(Zagut) |

### 閃爍器
有許多觀測者採用不同顏色濾色片來確認月球上不同色彩的瞬變現象。透過在望遠鏡的光路上快速交替對比色的濾色片篩檢程式，能在月球表面上觀察到更多微弱色彩出現或消失的區域。紅色的區域在紅色的濾色片下會比較明亮，而在藍色的綠色片下會比較黑暗。雖然也可以用手動來更換濾色片，但這需要靈巧的手和很好的協調性。使用特製的轉輪濾色片是更為可行的替代方案，這可以很機動，而且可以讓觀測者專注於關心透過目鏡所看見的。然而，在月球上有許多自然發生的閃爍現象，在月面西南部的佛蘭卡斯托里斯坑，和在柏拉圖坑西方斷厓的切面上。一種稱為「火山消光設備」的特殊濾鏡轉盤可以測量月球表面獨立的發光事件，而測量的點是已經不能再看見的。

## 新月觀察
目前全球有兩個搜尋與觀察新月的計劃在執行中，一個是在2005愛因斯坦年成立的Moonwatch，於當年10月開始運作。另一個是成立於1998年的伊斯蘭新月觀測專案(ICOP，The Islamic Crescents' Observation Project)。
Moonwatch對新月搜尋與觀測的要求較為簡單，只希望有興趣的民眾能在每個預測的新月出現日期(朔日)起的數日內能走到戶外，在太陽西沉後找一處能清楚看見西方地平線的場所，然後在西方低空搜尋新月的蹤影。在找到之後能上網登錄看見的時間、地點(地理經度與緯度)與亮緣的方位，並簡略的描述天氣狀況。如果願意留下電子信箱，以後還會每個月提供搜尋新月的觀測預報資料。
ICOP是同類型的第一個專案，主要目的是在收集世界各地使用伊斯蘭曆的國家和地區，與新月觀測有關的資料。
早期是有興趣的觀測者和那些有需要的人士結合，將其活動做成一個網站提供給大眾參考。之後成為一個重要的網站，並且激勵更多分散在世界各地的觀測者，提供觀測資料、設備並產生專案的負責人。因此，網站從地方性的展示新月觀測資料、結果分析和討論，發展成為所有有關伊斯蘭地區共同的網站。
伊斯蘭新月觀測專案在約旦天文學協會(Jordanian Astronomical Society)的支援下設置一個由專家、觀測員和相關人士組成的觀測網路，用以蒐集來自世界各地的新月報告，以監察及研究他們，和測定農曆月開始的相關問題。
這個專案計畫的網站是一個互動式的網站，展示自從創建以來的新月觀測、研究的紀錄，和對話以及一切相關問題探討的平台。任何個人或團體都可以參與此項計畫，或訪問網際網路上的圖像資料庫。成員資格是完全開放的，不論性別、位置、民族、宗教、種族、隸屬關係或財政狀況。
。

## 其它有趣的項目
因為月球非常的明亮，因此是特別受到注意的天體，尤其是與其它天體的重疊。國際太空站(ISS)從月球前方通過的情景是令人特別感興趣的。由於這種現象經常可以看見，因此有幾個機構會提供预报的服務，能預報你所在地點可以看見ISS凌月的時間。